# Luke Benward
Pour les articles homonymes, voir Benward.
Luke Benward né le 12 mai 1995 à Franklin dans le Tennessee est un acteur et chanteur américain.

## Biographie
Luke Benward est né le 12 mai 1995 à Franklin dans le Tennessee. Il est le fils de l'actrice Kenda Benward (née Wilkerson) et du musicien Aaron Benward. Son grand-père, Jeoffrey Benward, est également musicien. Il a deux sœurs, Ella et Gracie Benward.

### Vie privée
De 2012 à août 2014, il a été en couple avec l'actrice et chanteuse Olivia Holt mais ils se sont séparés. Ils s'étaient rencontrés sur le tournage de Skylar Lewis : Chasseuse de Monstres.
En octobre 2020 l'actrice Ariel Winter officialise leur relation via Instagram.

## Carrière
Il a notamment joué dans Minutemen : Les Justiciers du temps, Cloud 9 : L'ultime figure.
De 2013 à 2014, il a joué le rôle de Dillon dans Ravenswood, la série dérivée de Pretty Little Liars.

## Filmographie

### Cinéma

#### Longs métrages
- 2002 : Nous étions soldats (We Were Soldiers) de Randall Wallace : David Moore
- 2005 : Winn-Dixie mon meilleur ami (Because of Winn-Dixie) de Wayne Wang : Steven "Stevie" Dewberry
- 2006 : Comment manger 10 vers de terre en une journée (How to Eat Fried Worms) de Bob Dolman : Billy Forrester
- 2008 : Le Pacte mystérieux (Mostly Ghostly) de Richard Correll : Nicolas "Nicky" Roland
- 2008 : Dog Gone de Mark Stouffer : Owen
- 2010 : Cher John (Dear John) de Lasse Hallström : Alan Wheddon (14 ans)
- 2015 : Field of Lost Shoes de Sean McNamara : John Wise
- 2018 : Mère incontrôlable à la fac (Life of the Party) de Ben Falcone : Jack
- 2018 : Dumplin' d'Anne Fletcher : Bo
- 2018 : Playing God de Scott Brignac : Micah
- 2018 : Measure of a Man de Jim Loach : Pete Marino
- 2019 : Grand Isle de Stephen S. Campanelli : Buddy
- 2021 : Wildcat de Jonathan W. Stokes : Luke

#### Courts métrages
- 2002 : Concrete Angel : Le garçon
- 2014 : That's Cool
- 2016 : Make You Stay

### Télévision

#### Séries télévisées
- 2002 : Cher oncle Bill (Family Affair) : Jody Davis
- 2012 - 2013 : Papa fait son show : Matthew Pearson
- 2013 : Bonne chance Charlie (Good Luck Charlie) : Beau Landry
- 2013 - 2014 : Ravenswood : Dillon Sanders
- 2014 : Les Goldberg (The Goldbergs) : Bruce
- 2014 : L'Heure de la peur (R.L. Stine's The Haunting Hour) : Ted
- 2015 : Les Experts (CSI : Crime Scene Investigation) : Axel Vargas
- 2016 : Le Monde de Riley (Girl Meets World) : Thor
- 2017 : Still the King : Lloy Danderson
- 2022 - 2023 : Esprits criminels (Criminal Minds) : Benjamin Reeves

#### Téléfilms
- 2008 : Minutemen : Les Justiciers du temps de Lev L. Spiro : Charles "Charlie" Tuttle
- 2012 : Skylar Lewis : Chasseuse de monstres (Girl vs. Monster) de Stuart Gillard : Ryan Dean
- 2014 : Cloud 9 : L'ultime figure (Cloud 9) de Paul Hoen : William "Will" Cloud
- 2015 : Point of Honor de Randall Wallace : Garland Rhodes

## Voix françaises
- Gwenaël Sommier dans Minutemen : Les Justiciers du temps (2008)
- Antoni Lo Presti dans Cloud 9 (2014)

## Discographie

### Extended Play
| Année | Titre             |
| ----- | ----------------- |
| 2009  | Let Your Love Out |

### Singles
| Titre                                | Année |
| ------------------------------------ | ----- |
| "Everyday Hero"                      | 2009  |
| "Get Up"                             | 2009  |
| "Higher Love"                        | 2009  |
| "Shine"                              | 2009  |
| "Let Your Love Out" ft Aaron Benward | 2009  |
| "Had Me @ Hello" ft Olivia Holt      | 2012  |
| "I Will" ft Bridgit Mendler          | 2013  |
| "Cloud 9" ft Dove Cameron            | 2014  |